# خیناخ‌لی
خیناخ‌لی (به لاتین: Xınaxlı) یک منطقه مسکونی در جمهوری آذربایجان است که در شهرستان آق‌داش واقع شده است. خیناخ‌لی ۴۸۰ نفر جمعیت دارد.